# ABC-Melde- und Auswerte-Stelle
ABC-Melde- und Auswerte-Stellen (AMASt) gehörten zur Führung im Katastrophenschutz nach Maßgabe des Bundes. Sie waren also Teil des Zivil- bzw. Bevölkerungsschutzes. Die ABC-Melde- und Auswerte-Stellen dienten der Erfassung und Auswertung der ABC-Messergebnisse, der Erstellung von ABC-Lagekarten, dem Führen von Luftlagekarten sowie dem Informationsaustausch mit anderen AMASt-Einheiten und dem Warndienst. Ebenso informierten sie den Führungsstab, veranlassten die dezentrale Sirenenauslösung und führten bestimmte, vereinfachte Wettervorhersagen durch. Bedarfsmäßig wurden auch die Aufgaben der Beobachtungs- und ABC-Meßstellen übernommen.
Die ABC-Melde- und Auswerte-Stelle bestand personell aus einem Leiter, einem Gruppenführer und sechs ABC-Helfern/Auswertern (Gesamtstärke: 1/1/6/8). Eine ABC-Melde- und Auswerte-Stelle verfügte nicht über ein eigenes Kraftfahrzeug. Zur Ausstattung gehörten ein Fernsprech-Tischapparat, ABC-Schutzkleidung, ein Dosisleistungsmessgerät, Strahlendosimeter, eine Spürausstattung für chemische Agenzien, Stationsuhr, Auswerteausstattung, Schreib- und Kartenmaterial sowie ein Taschenrechner.
Dieses Bundeskonzept für eine ABC-Melde- und Auswerte-Stelle existiert gemäß dem Gesetz zur Neuordnung des Zivilschutzes (ZSNeuOG) heute nicht mehr.